# Most powietrzny

Amerykański samolot C-54 Skymaster niosący pomoc dla blokowanego Berlina (1948)

Most powietrzny – termin z dziedziny wojskowości odnoszący się do transportu żołnierzy, zaopatrzenia i sprzętu drogą lotniczą, przy wykorzystaniu samolotów, śmigłowców lub szybowców z rejonu będącego pod kontrolą wojsk własnych, do innego takiego rejonu odciętego przez siły nieprzyjaciela. Mosty powietrzne dzielą się na stałe i okresowe, co jest związane ze zdolnością do osłony samolotów transportowych przez własne lotnictwo bojowe i okresem trwania sytuacji kryzysowej.
W zależności od odległości mosty powietrzne dzieli się na strategiczne (gdy w grę wchodzą tysiące kilometrów), operacyjno-taktyczne (setki kilometrów) i taktyczne (od kilkudziesięciu do kilku kilometrów). Most strategiczny przerzucany jest w sytuacji prowadzenia operacji na odległym, często zamorskim, polu działań (patrz: wojna w Afganistanie, wojna wietnamska, wojna koreańska). Most operacyjno-taktyczny ma miejsce, gdy istnieje konieczność dostarczenia zaopatrzenia lub zabrania rannych na średnich dystansach (patrz: blokada Berlina, bitwa stalingradzka), zaś most taktyczny ma zastosowanie w sytuacji konieczności dostarczenia uzupełnień i zaopatrzenia, gdy wojska własne operują w trudnym, bądź penetrowanym przez nieprzyjaciela terenie (patrz: bitwa pod Dien Bien Phu, zrzuty zaopatrzenia do bazy Khe Sanh w czasie wojny wietnamskiej).
W powietrznych mostach strategicznych wykorzystuje się samoloty o maksymalnym udźwigu, zasięgu i zdolne do tankowania w locie (takie jak Lockheed C-5 Galaxy, Lockheed C-130 Hercules, An-124 Rusłan czy Airbus A400M), w operacyjno-taktycznych samoloty o średnim udźwigu (np. CASA C-295 i cięższe typy śmigłowców), a w taktycznych samoloty i śmigłowce lekkie.

## Historia
Pierwszym przykładem zastosowania mostu powietrznego o znaczeniu operacyjnym było przewiezienie 18 185 frankistowskich żołnierzy i 362 ton sprzętu (w tym 44 działa polowe) z Tetuanu w Maroku do Sewilli w Hiszpanii w roku 1936, podczas wojny domowej w Hiszpanii. Oprócz samolotów włoskich i hiszpańskich, główny ciężar operacji spoczął na niemieckich samolotach Junkers Ju 52, które od 28 lipca do października 1936 przewiozły 13 528 ludzi i ponad 270 ton sprzętu, w tym 36 dział.
W czasie II wojny światowej transportu lotniczego, który można uznać za mosty powietrzne, używały zarówno wojska sprzymierzonych, jak i Niemcy. Stały most powietrzny – utrzymywany przez całą wojnę – zapewniało RAF Transport Command przeprowadzające do Wielkiej Brytanii z Kanady (a następnie z USA, Karaibów i Brazylii) samoloty produkowane po drugiej stronie Atlantyku.
Również USAF masowo przerzucały samoloty, ludzi i zaopatrzenie do Europy, Australii i na wyspy Pacyfiku. Ważną rolę odgrywał most powietrzny z Indii nad grzbietem Himalajów (tzw. Hump) zaopatrujący walczące z Japończykami wojska chińskie.
Most powietrzny uruchomili 23 listopada 1942 roku Niemcy, dostarczając do 24 stycznia 1943 (kiedy to Armia Czerwona zdobyła ostatnie niemieckie lotnisko) 6500 ton zaopatrzenia i ewakuując około 42 000 rannych oblężonej w Stalingradzie 6 Armii feldmarszałka Paulusa.
Pewne cechy mostów lotniczych miały loty samolotów alianckich do krajów okupowanej Europy, którą to drogą przerzucano kurierów, zaopatrzenie (m.in. pieniądze), a również dane wywiadowcze i części tajnej broni niemieckiej (operacja Most III).
Po zakończeniu II wojny światowej  utworzono most powietrzny do Berlina Zachodniego, kiedy to w okresie od końca czerwca 1948 do połowy maja 1949 roku przerzucono ze stref okupacyjnych na zachodzie (Bizonia, a następnie Trizonia) do odciętego przez Sowietów miasta 2 326 406 ton zaopatrzenia (w tym półtora miliona ton węgla). Powietrzny most berliński był wyjątkową operacją logistyczną, która zakończyła się całkowitym sukcesem i zmusiła władze Związku Sowieckiego do zdjęcia blokady miasta.